# Salačova Lhota
Salačova Lhota (en allemand : Salatsch Lhota) est une commune du district de Pelhřimov, dans la région de Vysočina, en Tchéquie. Sa population s'élevait à 135 habitants en 2024.

## Géographie
Salačova Lhota se trouve à 6 km au nord-nord-ouest de Pacov, à 20,5 km au sud de Pelhřimov, à 46,5 km à l'ouest-nord-ouest de Jihlava à 74,5 km au sud-est de Prague.
La commune est limitée par Mezilesí au nord-ouest, par Lukavec au nord, par Bratřice à l'est, par Pacov au sud et par Těchobuz à l'ouest.

## Histoire
La première mention écrite de la localité date de 1407.

## Administration
La commune se compose de trois sections :
- Salačova Lhota
- Malá Černá
- Velká Černá

## Transports
Par la route, Salačova Lhota se trouve à 7 km de Pacov, à 28 km de Pelhřimov, à 59 km de Jihlava à 94 km de Prague.

## Galerie

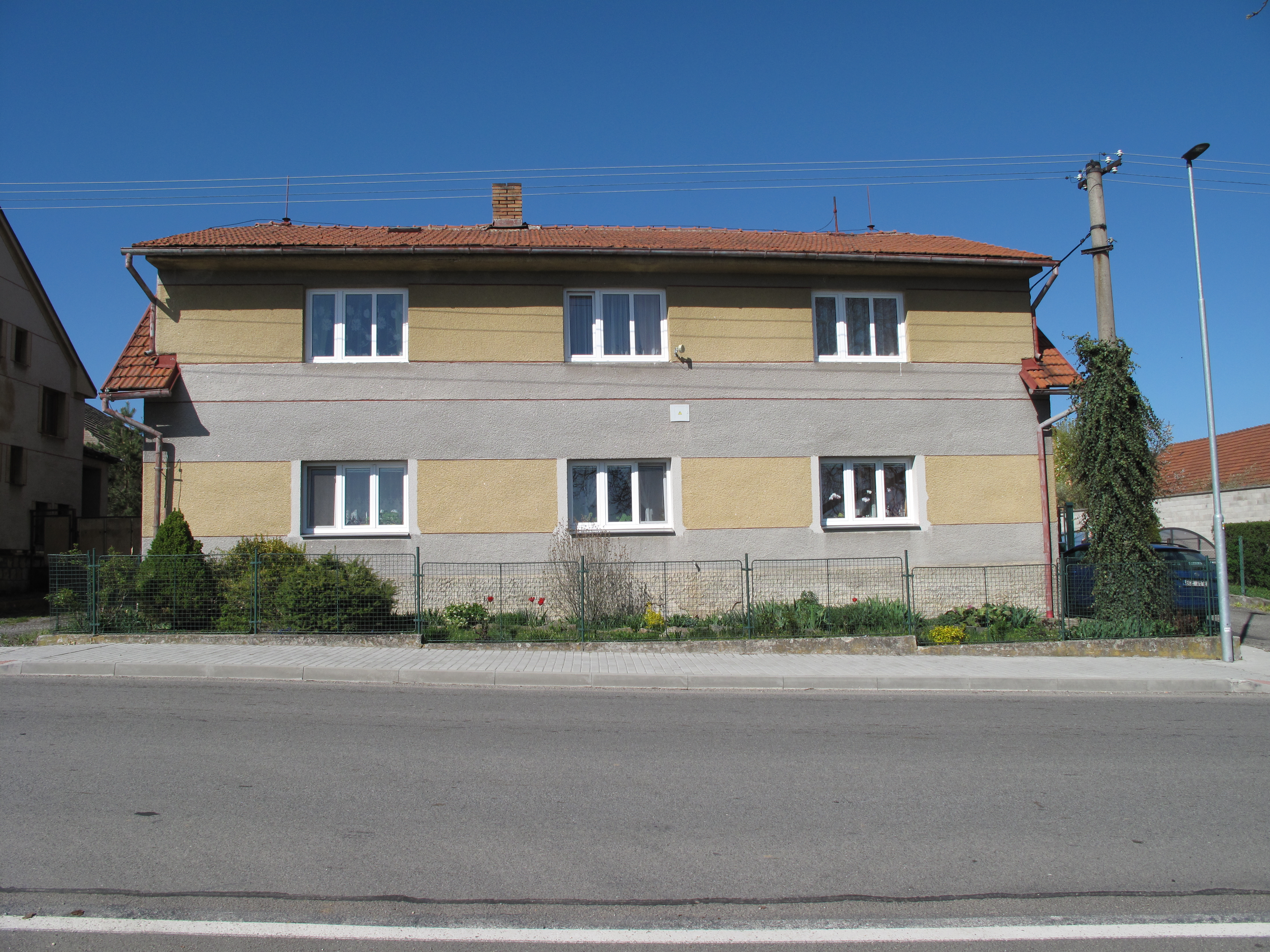
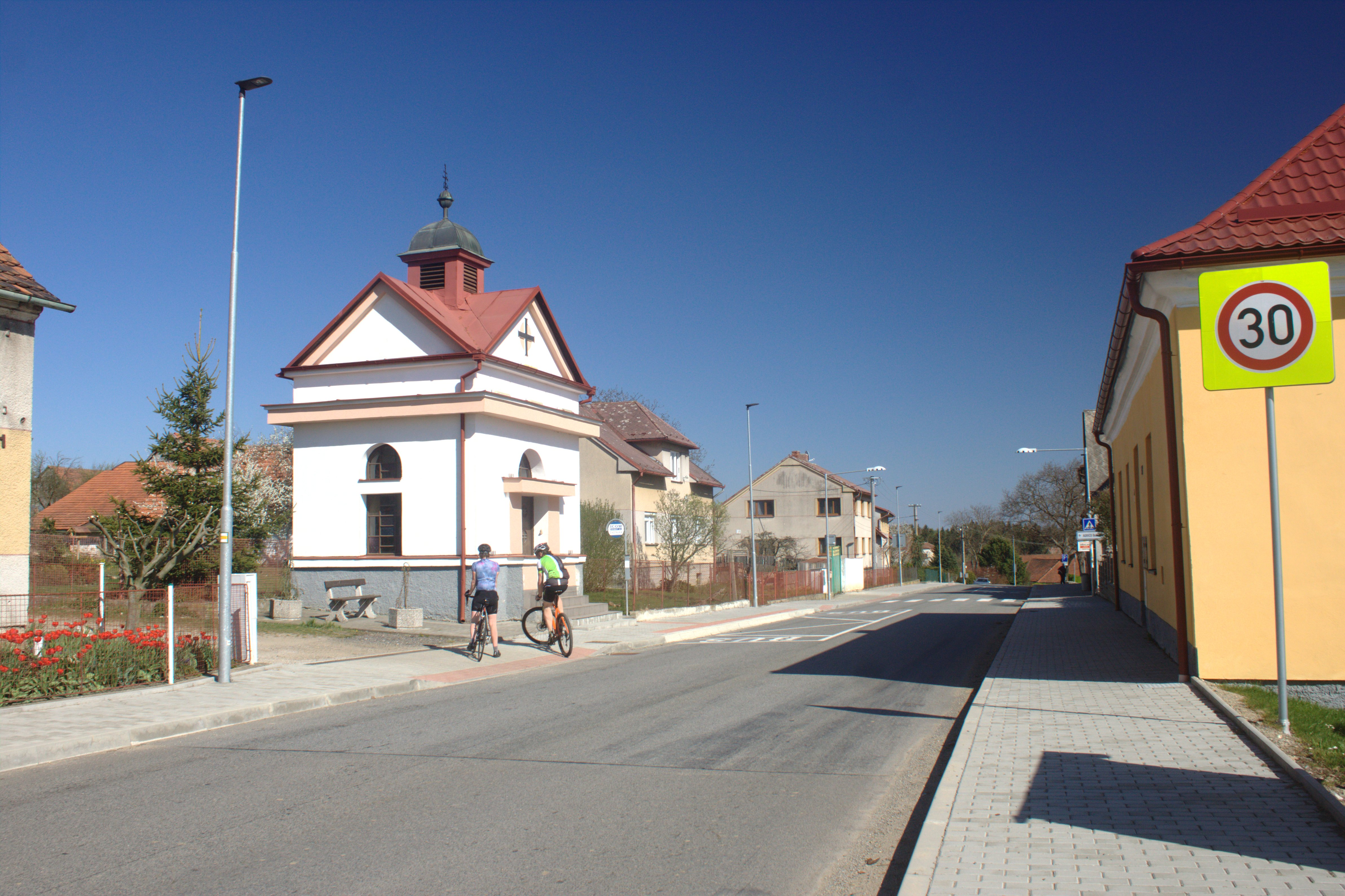
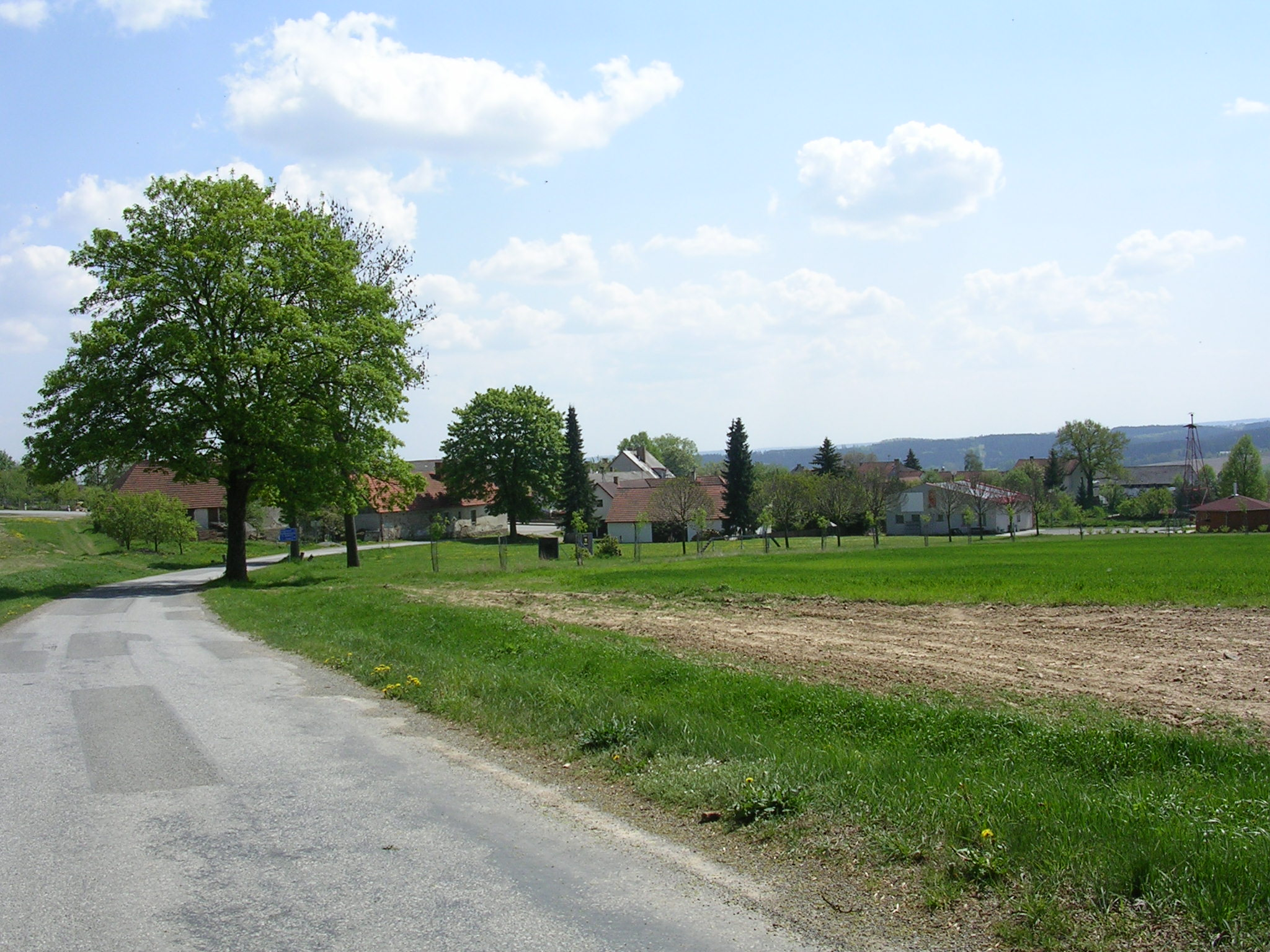
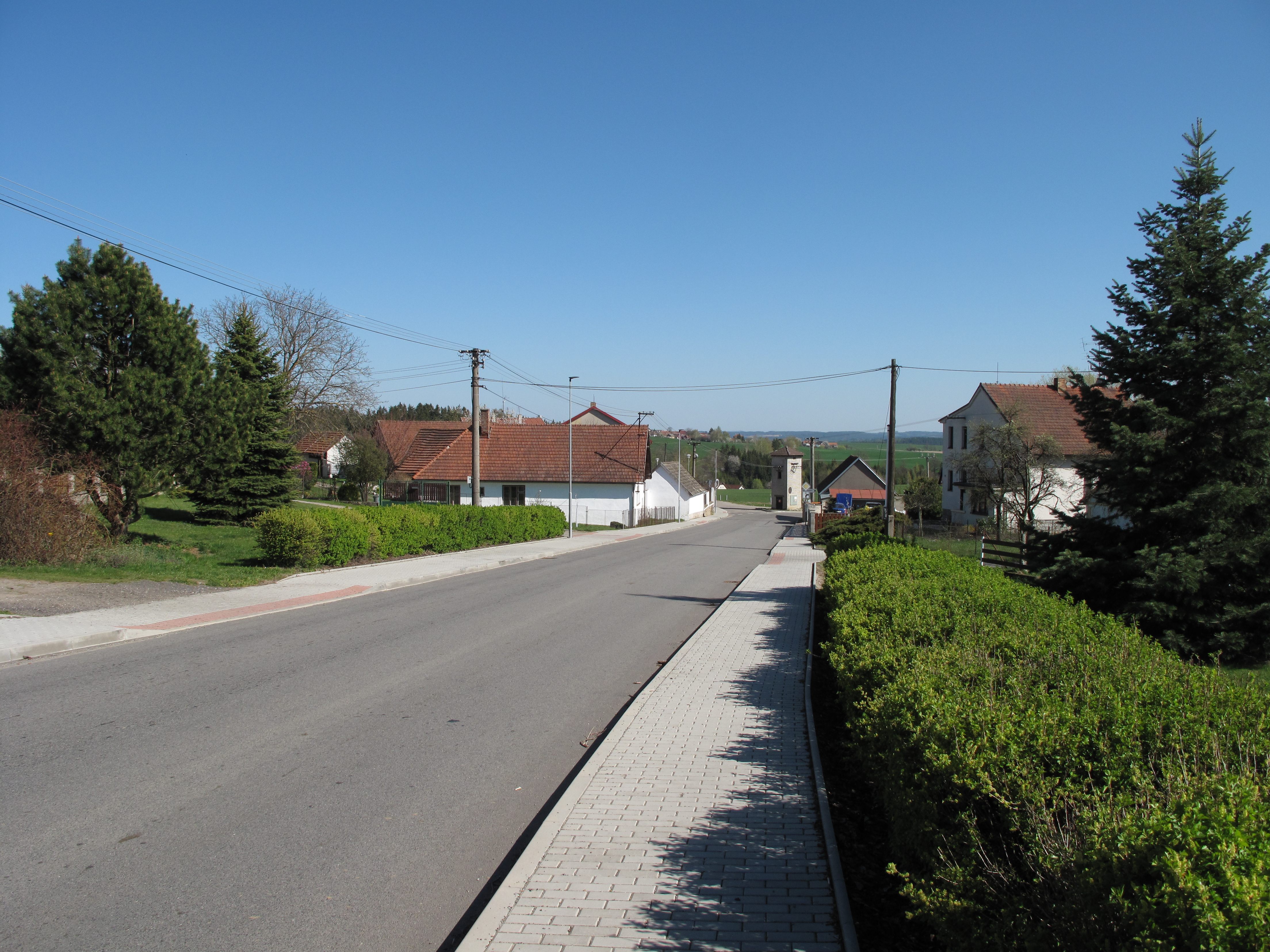